# Treuhandanstalt
A Treuhandanstalt (ou Treuhand) foi uma instituição fiduciária estatal alemã, encarregada em administrar e privatizar as empresas Volkseigener Betrieb e o patrimônio pertinente da Alemanha Oriental.

Ainda estabelecida pela Volkskammer (o parlamento da Alemanha Oriental) em 17 de junho de 1990 (através da lei Treuhandgesetz) a Treuhand tornou-se depois da Reunificação da Alemanha uma instituição jurídica do direito público com autonomia administrativa e caraterísticas de uma estabelcimento público do direito alemão, com tutela do Ministério das Finanças da Alemanha.

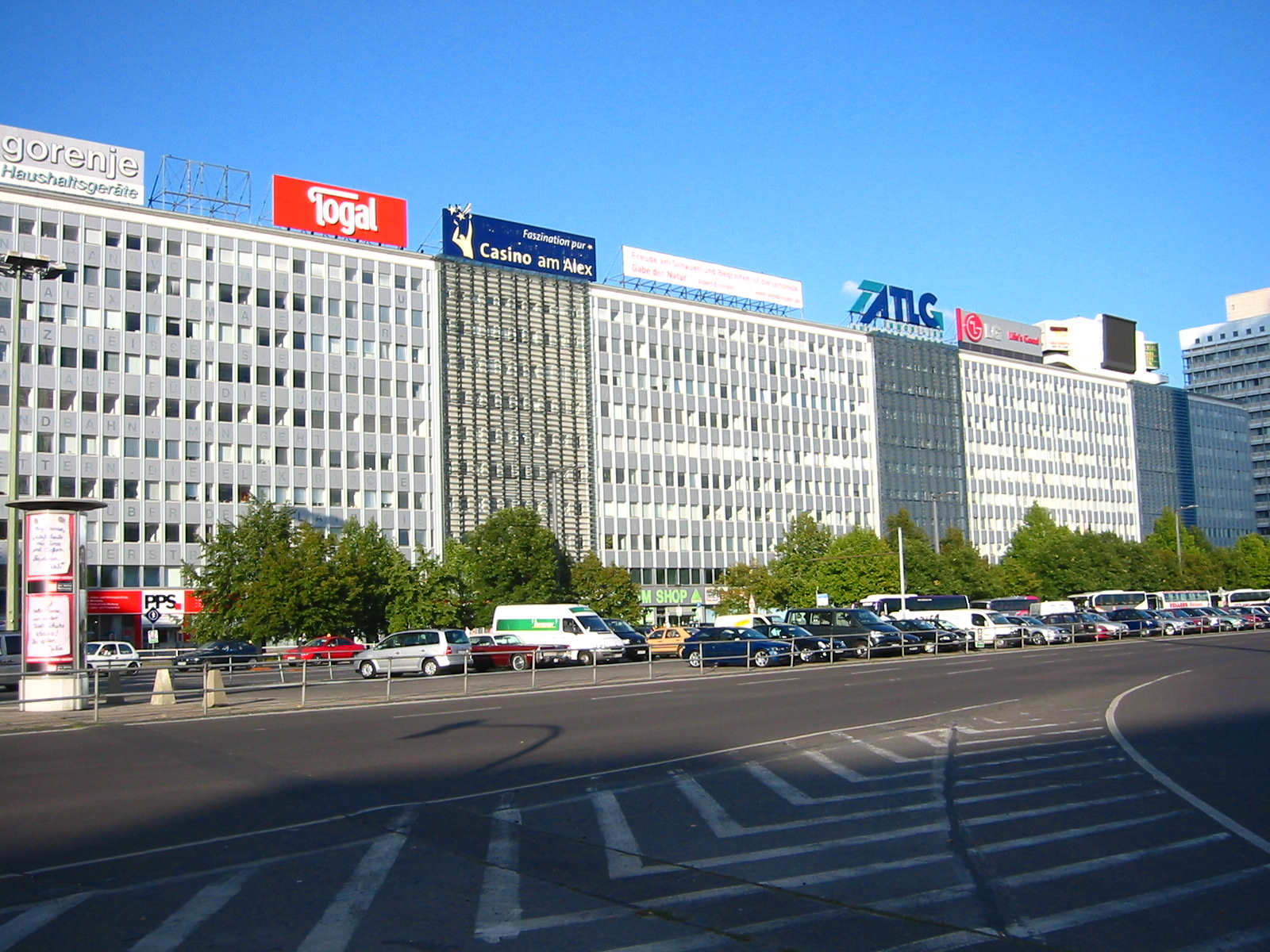
Sede da Treuhandanstalt em Berlim.

No verão de 1990 a Treuhand tomou controle de mais de 8500 empresas com cerca de quatro milhões de empregados, trabalhando em 45 000 estabelecimentos. Mais tarde, depois de diversas cisões de empresas, o número passou para 14.600 empresas. A Treuhand ainda administrou cerca de 2.4 milhões de hectares de áreas agrárias e florestais, o património pertinente ao Ministério para a Segurança do Estado ("Stasi"), a maior parte das imóveis da Nationale Volksarmee (em português Exército Nacional Popular) e das farmácias estatais.
Em 3 de outubro de 1990 (Dia da Unidade Alemã, em alemão Tag der Deutschen Einheit) a Treuhand assumiu ainda todo patrimônio dos partidos (entre outros do Partido Socialista Unificado da Alemanha, SED) e organizações de massa da Alemanha Oriental.
Em 31 de dezembro de 1994 a Treuhand encerrou as atividades, deixando uma dívida de 275 bilhões de marcos. A dívida foi amortizada em 2009.

## Literatura
- Marc Kemmler: Die Entstehung der Treuhandanstalt. Von der Wahrung zur Privatisierung des DDR-Volkseigentums. Campus-Verlag. Frankfurt/Main 1994. ISBN 3-593-35205-2.
- Christa Luft: Treuhandreport. Werden Wachsen und Vergehen einer deutschen Behörde. Aufbau-Verlag Berlin. 1992. ISBN 3-351-02403-7
- Olav Teichert: Die Treuhandanstalt im politischen und wirtschaftlichen Vereinigungsprozeß Deutschlands. Magisterarbeit. Uni-Kassel 2001. (pdf).
- Johannes Heß: Unternehmensverkäufe der Treuhandanstalt Duncker & Humblot GmbH 1997 ISBN 3428091752.
- Michael Jürgs: Die Treuhändler. Wie Helden und Halunken die DDR verkauften. List Verlag. München/Leipzig 1997. ISBN 3-471-79343-7.
- Wolfgang Seibel: Strategische Fehler oder erfolgreiches Scheitern? Zur Entwicklungslogik der Treuhandanstalt 1990-1993. Politische Vierteljahresschrift 35 (1994):1-35.
- Wolfgang Seibel (ed.): "Verwaltete Illusionen: Die Privatisierung der DDR-Wirtschaft durch die Treuhandanstalt und ihre Nachfolger 1990-2000", Campus Verlag 2005, ISBN 3593379791
- Christiana Weber: Treuhandanstalt - Eine Organisationskultur entsteht im Zeitraffer Gabler Verlag, Wiesbaden 1996.
- Nicki Pawlow: Die Frau in der Streichholzschachtel. Der Treuhand-Roman. Dittrich Verlag. Berlim 2007. ISBN 978-3-937717-25-8.